# Lamentation Mountain
Lamentation Mountain est une montagne située dans l'État du Connecticut (États-Unis) et faisant partie de Metacomet Ridge, une longue arête rocheuse des Appalaches qui traverse le sud de la Nouvelle-Angleterre sur 160 kilomètres de long. Le sommet s'élève à 219 mètres d'altitude. Lamentation Mountain est une destination populaire pour la pratique de sports en plein air, réputée pour ses falaises, le panorama qu'elle offre, son microclimat ainsi que sa faune et sa flore variées.

## Toponymie
Lamentation Mountain a été nommée d'après un incident survenu en 1653 au cours duquel un membre d'une colonie toute proche se perdit dans la montagne et fut retrouvé trois jours plus tard par une équipe de recherche.

## Géographie

### Topographie
Lamentation Mountain s'élève abruptement 170 mètres au-dessus de la ville de Meriden, en présentant des falaises orientées à l'ouest de plus de 60 mètres de hauteur. Elle s'étend sur 5 kilomètres de long pour 1,2 kilomètre de large. Son point culminant atteint 219 mètres d'altitude. Elle se situe sur le territoire des villes de Meriden, Middletown et Berlin. Elle se prolonge à l'ouest par les Hanging Hills et au sud par Chauncey Peak.

### Hydrographie
Crescent Lake, anciennement nommé Bradley Hubbard Reservoir, est niché entre Lamentation Mountain et Chauncey Peak. Il fournit une source d'eau potable de secours à la ville de Meriden. Silver Lake, visible depuis les falaises, se situe entre Lamentation Mountain et Cathole Mountain dans les Hanging Hills.
Les eaux du versant septentrional s'écoulent dans la Mattabasett River, affluent du fleuve Connecticut, tandis que la moitié méridionale de Lamentation Mountain appartient au bassin du Quinnipiac qui se jette directement dans l'océan Atlantique au Long Island Sound.

### Géologie
Lamentation Mountain, comme la plus grande partie de Metacomet Ridge, est composée de basalte, une roche volcanique. Elle s'est formée à la fin du Trias lors de la séparation de la Laurasia et du Gondwana, puis de l'Amérique du Nord et de l'Eurasie. La lave émise au niveau du rift s'est solidifiée en créant une structure en mille-feuille sur une centaine de mètres d'épaisseur. Les failles et les séismes ont permis le soulèvement de cette structure géologique caractérisée par de longues crêtes et falaises.

### Écosystème
La combinaison des crêtes chaudes et sèches, des ravines froides et humides et des éboulis basaltiques est responsable d'une grande variété de microclimats et d'écosystèmes abritant de nombreuses espèces inhabituelles pour la région. Lamentation Mountain est un important corridor migratoire saisonnier pour les rapaces.

## Activités

### Tourisme
Giuffrida Park abrite un lac, un parcours de golf et des bois. La montagne est ouverte à la randonnée pédestre, à la raquette à neige, au ski de fond, au pique-nique, au cyclisme et à diverses autres activités de détente. La natation, le canotage et la pêche sont interdits sur Crescent Lake. L'escalade est autorisée uniquement en dehors du parc. Plusieurs sentiers de randonnée traversent Lamentation Mountain, dont une partie des 80 kilomètres du Mattabesett Trail, maintenu par la Connecticut Forest and Park Association, qui s'étend du nord de Lamentation Mountain, où il est relié à Metacomet Trail, jusqu'au sud de Totoket Mountain.

### Protection environnementale
Le tiers sud de la montagne est protégé au sein du Giuffrida Park, géré par la municipalité de Meriden. En 2000, la montagne a fait l'objet d'une étude du National Park Service en vue d'être intégrée dans un nouveau National Scenic Trail, le New England National Scenic Trail, qui aurait inclus le Metacomet-Monadnock Trail au Massachusetts d'une part, les Mattabesett Trail et Metacomet Trail au Connecticut d'autre part. Le Berlin Land Trust et le Meriden Land Trust veillent à la conservation et à la préservation du panorama.